# Флейта

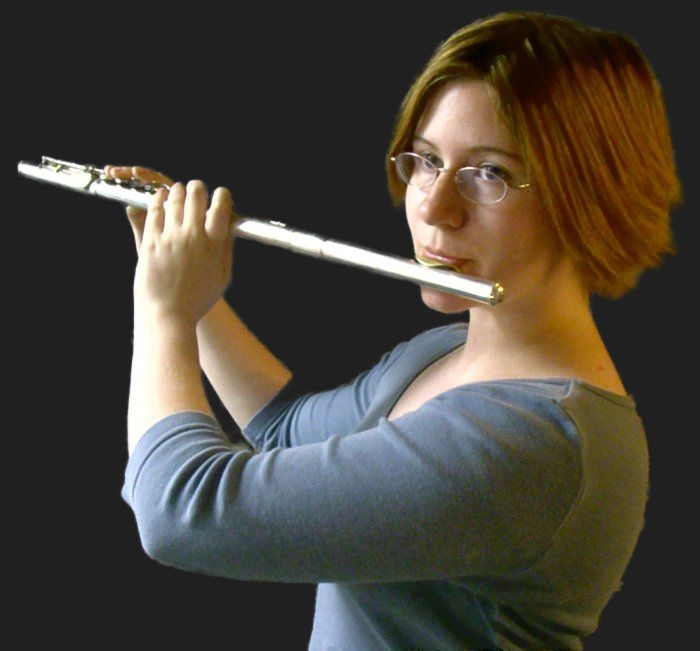
Флейтистка грає на поперечній флейті

Фле́йта (з нім. Flöte) — загальна назва духових музичних інструментів, в яких повітряний стовп починає коливатися під дією струменю повітря, що розсікається об гострий край стінки цівки (стовбура). Флейтою зазвичай називають найпоширеніший у професійній музиці різновид флейт — поперечну флейту.
Флейта є одним з найдавніших музичних інструментів. Прабатьком флейти можна назвати звичайний свисток, що з'явився ще в древніх народів, і у ті часи був скоріше не музичним інструментом, а іграшкою або пристосуванням для виконання релігійних магічних обрядів, як, наприклад, в індіанців Північної і Південної Америки, що виготовляли свистки з глини, кістки й дерева.
Перша знайдена флейта з кістки мала чотири отвори та була виготовлена неандертальцем.

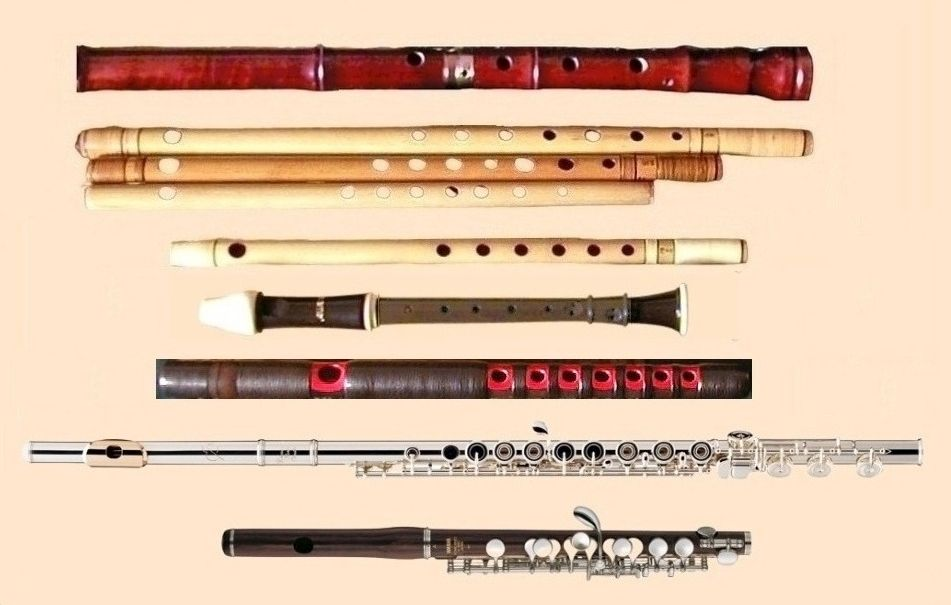
Набір різних флейт

## Історія розвитку флейти

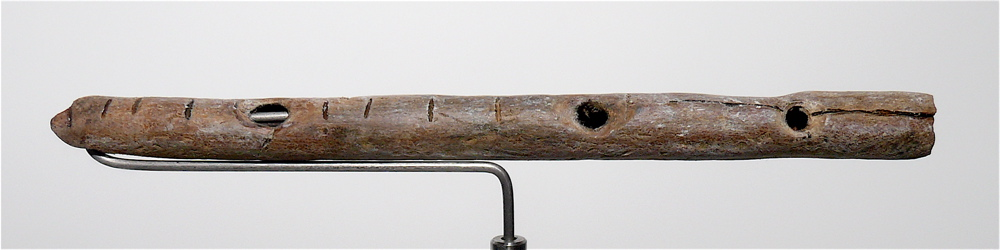
Кістяна флейта епохи палеоліту (орин'якська культура).

У давньогрецькій міфології винахідником флейти вважається син Гефеста Ардан.
Найдавнішою формою флейти, мабуть, був свисток. Поступово у свисткових трубочках почали прорізати пальцеві отвори, перетворюючи простий свисток на свисткову флейту, на якій вже можна було виконувати музичні твори. Перші археологічні знахідки флейти датуються 35-40 тисяч років до нашої ери, таким чином флейта є одним з найдавніших музичних інструментів.
Найстаршою із коли-небудь знайдених флейт є фрагмент кістки молодого печерного ведмедя, з двома або чотирма дірочками, що була знайдена в печері Дів'є Бабе в Словенії і датується віком приблизно в 43 000 років тому. Однак, правдивість цього дискутується. У 2008 інша флейта, вік якої датується в що найменш 35 000 років тому була знайдена в печері Холе Фелс біля міста Ульм, Німеччина. Флейта з п'ятьма отворами має V-подібний мундштук і виконана із кіски крила птаха падальника. Дослідники, що брали участь у знахідці офіційно опублікували про своє відкриття в журналі Nature, в серпні 2009. Ця знахідка, крім того, вважалася найстаршим знайденим музичним інструментом в історії, доки не було переглянуто вік флейт знайдених в печері Geißenklösterle не показав, що вони можуть бути навіть старші за 42 000 — 43 000 років.
Поздовжня флейта була відома в Єгипті ще п'ять тисяч років тому, і вона залишається основним духовим інструментом на всьому Близькому Сході. Поздовжня флейта, що має 5-6 пальцевих отворів і здатна до октавного передування, забезпечує повний музичний звукоряд, окремі інтервали усередині якого можуть мінятися, утворюючи різні лади за допомогою перехрещення пальців, закриття отворів наполовину, а також зміни напряму і сили дихання.
Поперечна флейта з 5-6 пальцевими отворами була відома у Китаї щонайменше 3 тисячі років тому, а в Індії і Японії — понад дві тисячі років тому. У Європі в період Середньовіччя були поширені, в основному, прості інструменти типу свистка (попередниці блок-флейти та флажолета), а також флейта поперечна, яка прийшла до Центральної Європи зі сходу через Балкани, де досі залишається найпоширенішим народним інструментом.
До кінця 17 століття поперечна флейта була вдосконалена французькими майстрами, серед яких виділяється Жак Оттетер, які, зокрема, додали до шести пальцевих отворів клапан ре-дієз для виконання повного хроматичного звукоряду. Маючи експресивніше звучання і високі технічні можливості, поперечна флейта незабаром витіснила подовжню (блок-флейту) і до кінця 18 століття зайняла міцне місце в симфонічному оркестрі та інструментальних ансамблях.
Між 1832 і 1847 роками Теобальд Бем вдосконалив інструмент, який відтоді вже відносно мало змінився. Він ввів такі найважливіші нововведення: 1) розмістив великі пальцеві отвори відповідно до акустичних принципів, а не до зручності виконання; 2) забезпечив інструмент системою клапанів і кілець, що допомагає закривати всі отвори; 3) використовував циліндричний канал старих часів, але з параболічною головкою, що поліпшило інтонацію і вирівняло звучання в різних регістрах; 4) перейшов на використання металу для виготовлення інструменту, що в порівнянні з дерев'яним інструментом підсилило блиск звучання. Флейти зазвичай виготовлялися зі срібла, хоча деякі виконавці все ще воліли використовувати дерев'яні; у 19 столітті були популярні також інструменти зі скла і слонової кістки.

## Матеріали
Історично флейти найчастіше виготовляли з очерету, бамбука, дерева чи інших органічних матеріалів. Їх також виготовляли зі скла, кістки та нефриту. Більшість сучасних флейт виготовлені з металу, переважно зі срібла та нікелю. Срібло зустрічається рідше, ніж срібні сплави. Інші матеріали, що використовуються для флейт, включають золото, платину, гренаділлу та мідь.

## Різновиди флейт
За принципом гри розрізняють поперечні, поздовжні та багатоцівкові флейти.

### Поперечні флейти
Флейта (звичайна) — духовий інструмент, що використовується в симфонічних оркестрах. Виготовляється з срібно-цинкового сплаву, рідше — з дорогоцінних металів (срібло, платина, золото), інколи з чорного дерева — палісандр; складається з 3 частин: голова, велике коліно та мале коліно. Голова флейти має невеликий отвір (лабіум), у який вдувається повітря, в цьому ж отворі відбувається розсікання потоку повітря гострою кромкою. Музикант вдуває повітря поперек флейти, тому вона називається поперечною, або флейта-траверсо, на відміну від поздовжньої флейти, в яку дують під час гри як на кларнеті вздовж цівки. Існує безліч народних інструментів, що належать до поздовжніх флейт — сопілки, дудки, свирілі тощо.
Окрім вищезгаданого отвору на великому та малому колінах поперечна флейта має 14-16 отворів, які закриваються клапанами. Порядок прикладання пальців до отворів і клапанів називається аплікатурою. При усіх закритих отворах флейта дає найнижчий звук. Звуковий характер флейти — мелодійний, поетичний, але на думку деяких поціновувачів, у флейт, виготовлених з металу не вистачає теплоти. Сучасного вигляду флейта набула між 1832 та 1847 роками після реконструкції німецьким майстром Теобальдом Бемом. Флейта належить до групи дерев'яних інструментів за способом видобування звуку.
Діапазон флейти — від c1 (іноді h) до c4 (іноді f4). В оркестровій партитурі партії флейт записуються над усіма іншими оркестровими партіями.

#### Флейта-піколо
Мала флейта — різновид поперечної флейти, за конструкцією аналогічна до звичайної, але вдвічі менша і звучить на октаву вище, діапазон — від d2 до c5 (за реальним звучанням). У верхньому регістрі звучить надзвичайно пронизливо, виділяючись навіть в оркестровому tutti. Широко використовується в симфонічних та духових оркестрах.

#### Альтова флейта
У строї G різновид поперечної флейти, вона за конструкцією аналогічна до звичайної, але у півтора раза більша і звучить на кварту нижче за звичайну. Використовується порівняно рідко.

#### Інші різновиди
Існують також надзвичайно рідко вживані інструменти — басова флейта, що звучить на октаву нижче від звичайної, та ще більш екзотична — контрабасова флейта. Ці різновиди відрізняються також тим, що трубка в них для зручності гри зігнута.

#### Блок-флейта
Блок-флейту виробляють, як правило, з дерева або пластику. У блок-флейту дують поздовжньо, вдуваючи повітря в отвір розміщений на торці трубки. Поруч з цим отвором, подібно до пристрою свистка, розміщений вихідний отвір з гранню, яка розсікає повітря. На самій трубці теж є отвори, що закриваються пальцями для відтворення різних тонів. Існує кілька різновидів.
Використовуються як концертний інструмент, а також для початкового навчання дітей.
Саме для блок-флейти створена найбільша в історії музики збірка для духового інструмента соло (Jakob van Eyck. Fluyten Luust-hof).

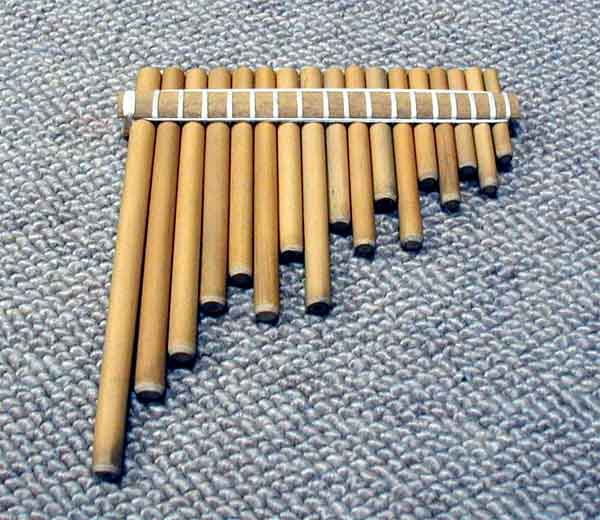
Флейта Пана або свиріль

### Багатоцівкові флейти
Зустрічаються у різних народів. Багатоцівкова поздовжна флейта складається з набору трубочок різної довжини, кожна з яких настроєна на певну висоту. Багатоцівкова флейта відома також під назвою флейти Пана (названа ім'ям давньогрецького бога полів та лісів). В Україні багатоцівкові флейти поширені в карпатському регіоні та відомі під назвами свирілі, кувиці, най тощо.
Через Карпати і Дунай 
Прислали подарунок — най.
А давню має він прикмету: 
То сім сопілок з очерету 
(Андрій Малишко).

## Техніка дихання
Існує кілька способів, за допомогою яких флейтисти дихають, пропускаючи повітря через інструмент і створюючи звук. До них належать діафрагмальне дихання і кругове дихання. Діафрагмальне дихання оптимізує вдих, мінімізуючи кількість вдихів. Кругове дихання вводить повітря через ніс і виводить через рот, забезпечуючи безперервне звучання.